# Rudolf Allmann (Heimatforscher)
Rudolf Allmann (* 19. September 1901 in Bitterfeld; † 8. März 1991 in Riestedt) war ein deutscher Lehrer, Heimatforscher und Ortschronist sowie Bodendenkmalpfleger für den Kreis Sangerhausen.

## Leben
Allmann war als Lehrer in Riestedt tätig. Er betätigte sich in seiner Freizeit wissenschaftlich und literarisch in der Heimatpflege und -forschung und auch als Ortschronist, Onomastiker sowie als Genealoge. Zeitweilig war er im Kreis Sangerhausen als Bodendenkmalpfleger tätig.

## Werke (Auswahl)
- Beiträge zur Siedlungsgeschichte des Südostharzes und seines Vorlandes, 1949
- Sangerhausens räumliche Emntwicklung bis zum Ende des Mittelalters. In: Unser Harz, Bd. 17 (1969), H. 11, S. 210–212.
- Der Sachsgraben, eine alte Grenze zwischen Sachsen und Thüringen. In: Unser Harz, Bd. 18 (1970), H. 11, S. 211–212.
- Flurnamen als Hinweis auf ur- und frühgeschichtliche Bodendenkmäler. Beispiele aus dem Kreis Sangerhausen. In: Ausgrabungen und Funde, Bd. 16 (1971), H. 1, S. 5–6.
- Die Flurnamen des Kreises Sangerhausen, 1975
- Wüstungskunde des Kreises Querfurt, Riestedt 1976 (unveröffentlichtes Manuskript im Museum Burg Querfurt).
- Neue Beiträge zur Geschichte des Dorfes Riestedt, Riestedt 1977.
- 250 Jahre Forschung „Berga und seine Ratzelburg“, zusammengetragen und ergänzt von Rudolf Allmann, 1980.
- Die -leben-Orte zwischen Harz und Unstrut, Riestedt, 1981.
- Der befestigte Königshof in Lengefeld, Kreis Sangerhausen, Riestedt, o. J. [1982].